# Ołeksandr Sokołow
Ołekandr Sokołow (ukr. Олександр Володимирович Соколов; ur. 27 czerwca 1961 w Czernihowie) – ukraiński działacz młodzieżowy i samorządowiec, wieloletni pracownik administracji miejskiej i obwodowej, od 2002 prezydent Czernihowa.
Po ukończeniu szkoły średniej w rodzinnym mieście studiował na Czernihowskim Instytucie Pedagogicznym im. Tarasa Szewczenki. Później kształcił się w Narodowej Akademii Administracji Państwowej przy Prezydencie Ukrainy, gdzie uzyskał stopień kandydata nauk. W 1983 podjął pracę jako majster w czernihowskich zakładach. Po odbyciu służby wojskowej (1984–1985) działał w Komsomole: był m.in. sekretarzem zakładowego komitetu Komsomołu, dyrektorem oddziału, sekretarzem i I sekretarzem Komitetu Rejonowego Komsomołu oraz I sekretarzem komitetu obwodowego Komsomołu w Czernihowie. Po odzyskaniu przez Ukrainę niepodległości w 1991 stanął na czele Rady Koordynacyjnej Związku Młodzieży Czernihowszczyzny (do 1994). Był zatrudniony w wydziałach ds. młodzieży, kultury fizycznej i sportu w Obwodowym Komitecie Wykonawczym oraz obwodowej administracji państwowej. W latach 1999–2001 był wiceszefem administracji obwodowej Czernihowszczyzny. Przez dwie kadencje sprawował mandat radnego Obwodu z okręgu miejskiego Czernihów. W 2001 objął funkcję wiceprezydenta miasta ds. działalności organów wykonawczych Rady Miejskiej. W 2002 awansował na stanowisko prezydenta miasta, w listopadzie 2006 został ponownie wybrany na to stanowisko.
Od 1991 stoi na czele obwodowej organizacji Związku Żołnierzy–Internacjonalistów. Został odznaczony orderem „Wierności tradycjom wojskowym”.